# Antoine LeClaire
Antoine LeClaire (ou Le Claire), né le 15 décembre 1797 et mort le 25 septembre 1861, était un métis, fils d'un franco-canadien et d'une amérindienne de la nation Pottawatami, interprète de l'armée américaine. Homme d'affaires et philanthrope, il était propriétaire dans le comté de Scott (ville de Le Claire) et dans le comté de Rock Island (Illinois). Il est également l'un des principaux fondateurs de Davenport (Iowa).
La ville de Le Claire dans l'Iowa a été nommée en son honneur, la ville ayant été bâtie sur un site lui appartenant.

## Sources
- (en) Cet article est partiellement ou en totalité issu de l’article de Wikipédia en anglais intitulé « Antoine LeClaire » (voir la liste des auteurs).